# San Lorenzo (Kalifornia)
San Lorenzo statisztikai település az USA Kalifornia államában, Alameda megyében. Lakosainak száma 29 581 fő (2020. április 1.).

## Népesség
A település népességének változása:

| 2010 | 23 452 |
| 2020 | 29 581 |